# Crambus varii
Crambus varii is een vlinder uit de familie grasmotten (Crambidae). De wetenschappelijke naam van deze soort is voor het eerst geldig gepubliceerd in 2012 door Graziano Bassi.
De soort komt voor in tropisch Afrika. Ze werd ontdekt in de Kaapprovincie in Zuid-Afrika.
Bassi noemde deze soort naar de Hongaarse entomoloog Lajos Vári (1916-2011), die naar Zuid-Afrika emigreerde en daar een belangrijke entomologische verzameling opbouwde.